# Doorslag (kanaal)

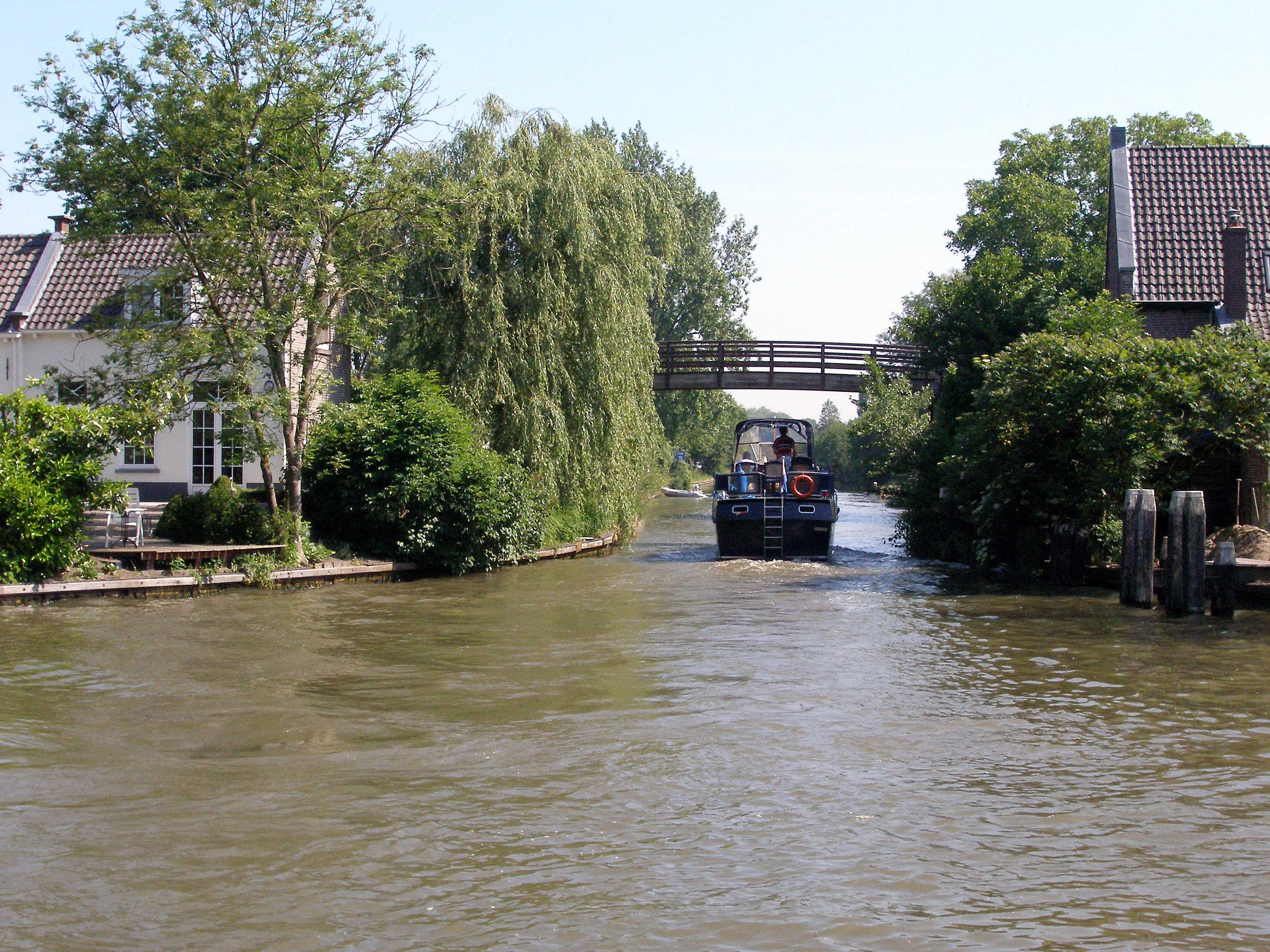
De Doorslag en Hollandse IJssel in Nieuwegein

De Doorslag is een kanaal in de provincie Utrecht dat een verbinding vormt tussen het Merwedekanaal en de Hollandse IJssel.
De Doorslag is een deel van de vroegere Vaartsche Rijn, die de stad Utrecht via de bovenloop van de Hollandsche IJssel met de rivier de Lek verbond. De Hollandse IJssel was een zijtak van de Lek, die bij Vreeswijk begon. Om verschillende redenen werd in 1285 op deze plaats in de Hollandse IJssel een dam gebouwd, zodat deze rivier niet meer kon worden gevoed met water uit de Lek. Ongeveer gelijktijdig werd de bestaande dam tussen de Vaartsche Rijn en de Hollandse IJssel doorgeslagen. De naam Doorslag voor het meest zuidelijke deel van de oorspronkelijke Vaartsche Rijn herinnert hieraan.
Vanwege de afdamming van de Hollandse IJssel bij Vreeswijk werd in 1295 een nieuw kanaal, de Nieuwe Vaart, gegraven tussen Jutphaas en de Lek bij Vreeswijk. De Vaartsche Rijn en deze Nieuwe Vaart werden later deel van de scheepvaartverbinding tussen Amsterdam en de Rijn, de zogeheten Keulse Vaart. Van deze verbinding maakten ook onder andere de rivier de Utrechtse Vecht en de Catharijnesingel in de stad Utrecht deel uit. In de 19e eeuw werd een kanaal gegraven ter vervanging van deze Keulse Vaart, het Merwedekanaal. Het deel van de Vaartsche Rijn tussen het zuidelijkste puntje van de toenmalige stad Utrecht en Jutphaas, alsmede de Nieuwe Vaart, gingen deel uitmaken van dit nieuwe kanaal. Voorbij de rivier de Lek werd het Merwedekanaal doorgetrokken naar de Merwede bij Gorinchem. De scheepvaart tussen Amsterdam en Duitsland kon vanaf toen gebruik maken van de Waal in plaats van de Lek en Nederrijn. In de 20e eeuw ontstond behoefte aan een bredere verbinding tussen Amsterdam en Duitsland. Daarin werd voorzien door de aanleg van het Amsterdam-Rijnkanaal.
Tot 1285 vormde de Doorslag een schakel in de scheepvaartroute tussen Utrecht en de rivier de Rijn. Daarna bleef de Doorslag deel uitmaken van de scheepvaartverbinding met de steden aan de Hollandse IJssel.